# Audi A6 V
Cet article concerne la cinquième génération de l’Audi A6. Pour des informations générales sur l’Audi A6, consultez Audi A6.
L'Audi A6 V (désignation de type officielle F2) est un modèle de voiture de la catégorie grande routière du constructeur automobile allemand Audi disponible depuis 2018. L'A6 continuera d'être produite à l'usine Audi de Neckarsulm. Dans le VIN, l'Audi A6 C8 a le code de série F2.

## Historique du modèle
La berline a été officiellement dévoilée le 28 février 2018. Le véhicule a eu sa première publique officielle lors du 88e Salon international de l'automobile de Genève en mars 2018. Mi-avril 2018, Audi a présenté la version break. En janvier 2019, la version longue, l’A6L, a été présentée à Guangzhou.
La S6 a été présentée en avril 2019. Pour la première fois, elle est propulsée par un moteur diesel.
Début juin 2019, Audi présente le nouveau A6 allroad quattro fondé sur l'Avant.
Le RS6 Avant a été présenté en août 2019. Il dispose d'un groupe motopropulseur V8 avec hybridation légère d'une puissance maximale de 441 kW (600 ch). Comme le modèle précédent, le RS6 n'est pas disponible en berline. Pour la première fois, le RS6 sera également commercialisé en Amérique du Nord.

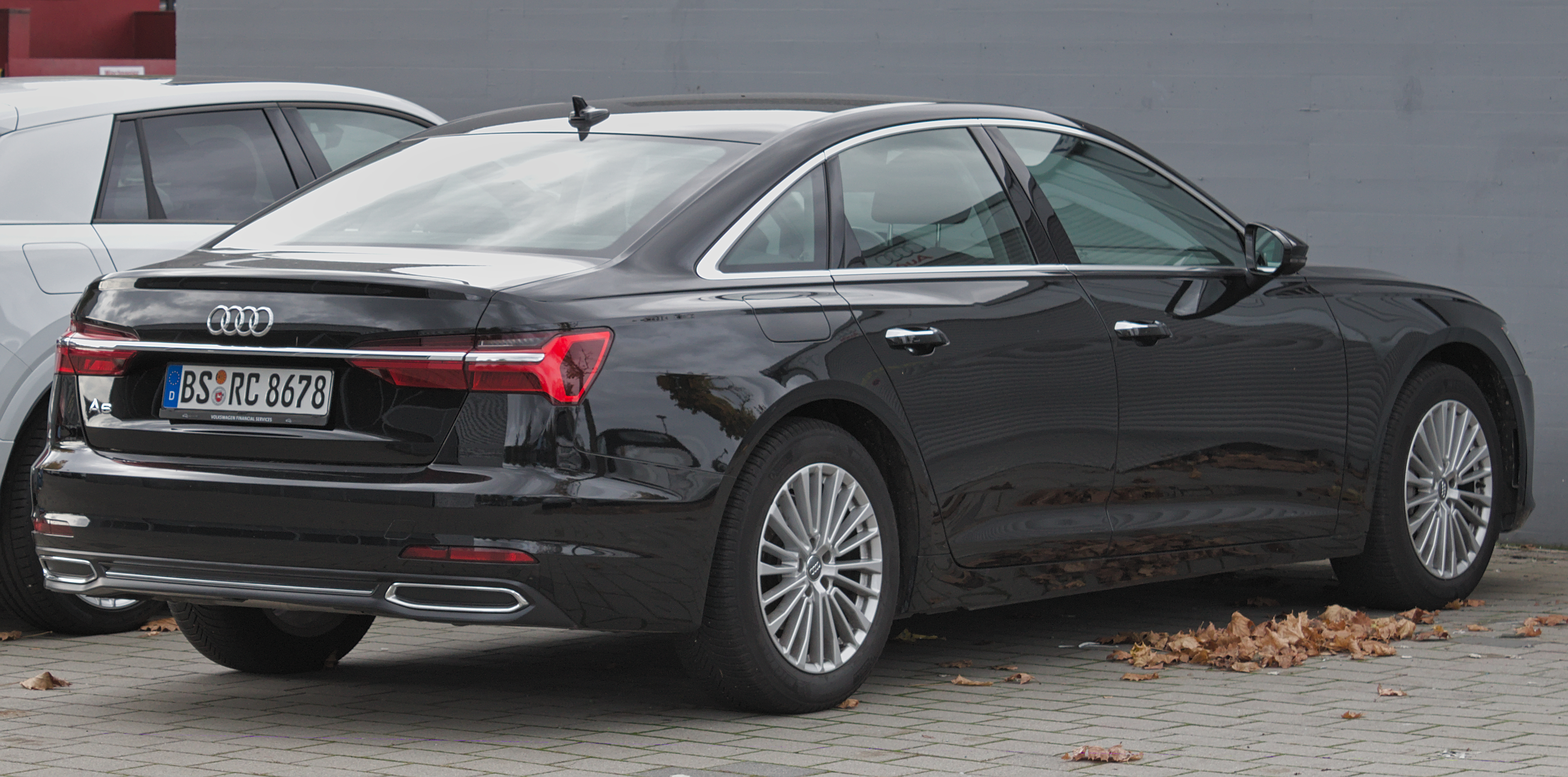
Vue arrière
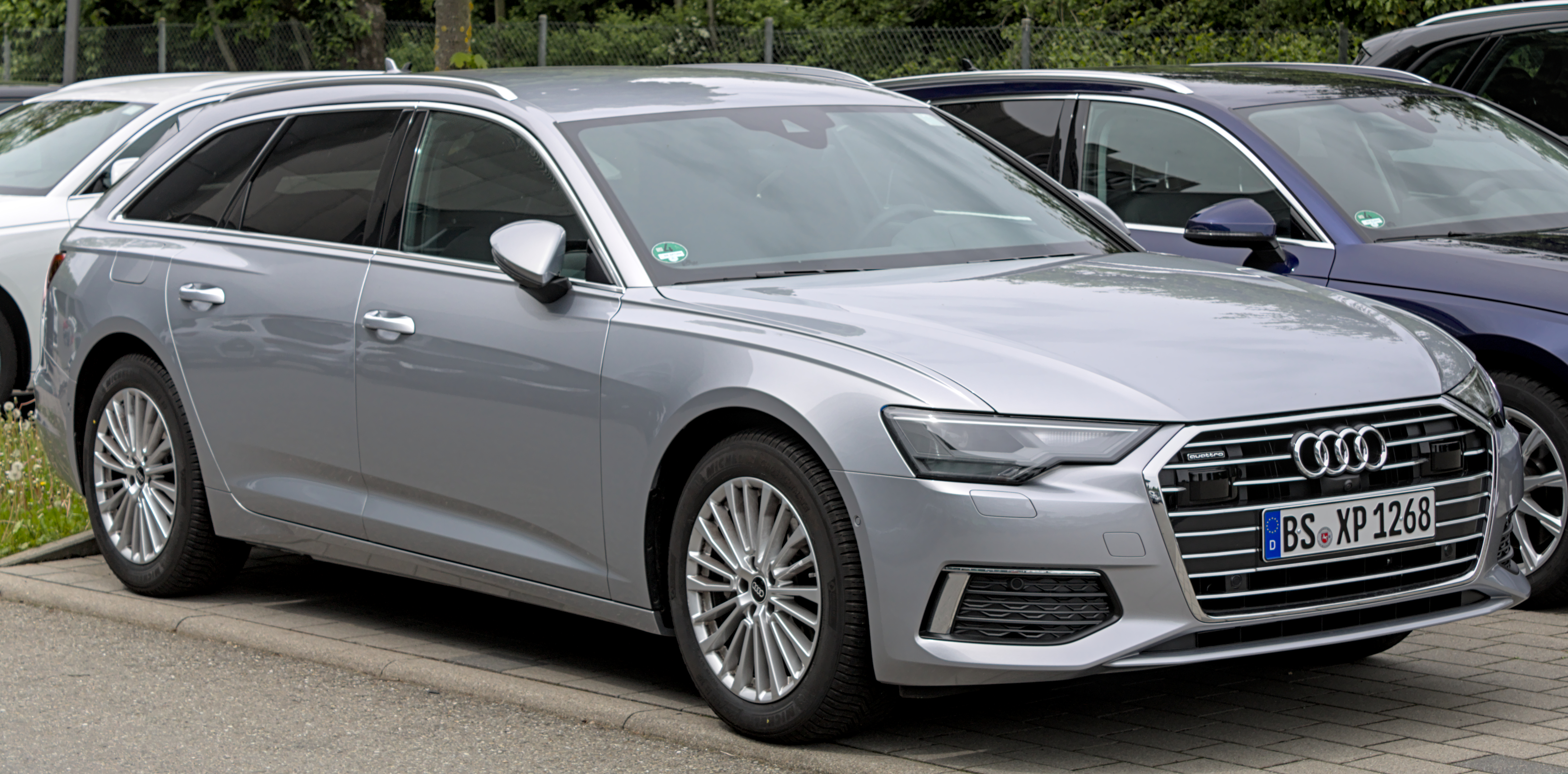
Audi A6 Avant (depuis 2018)
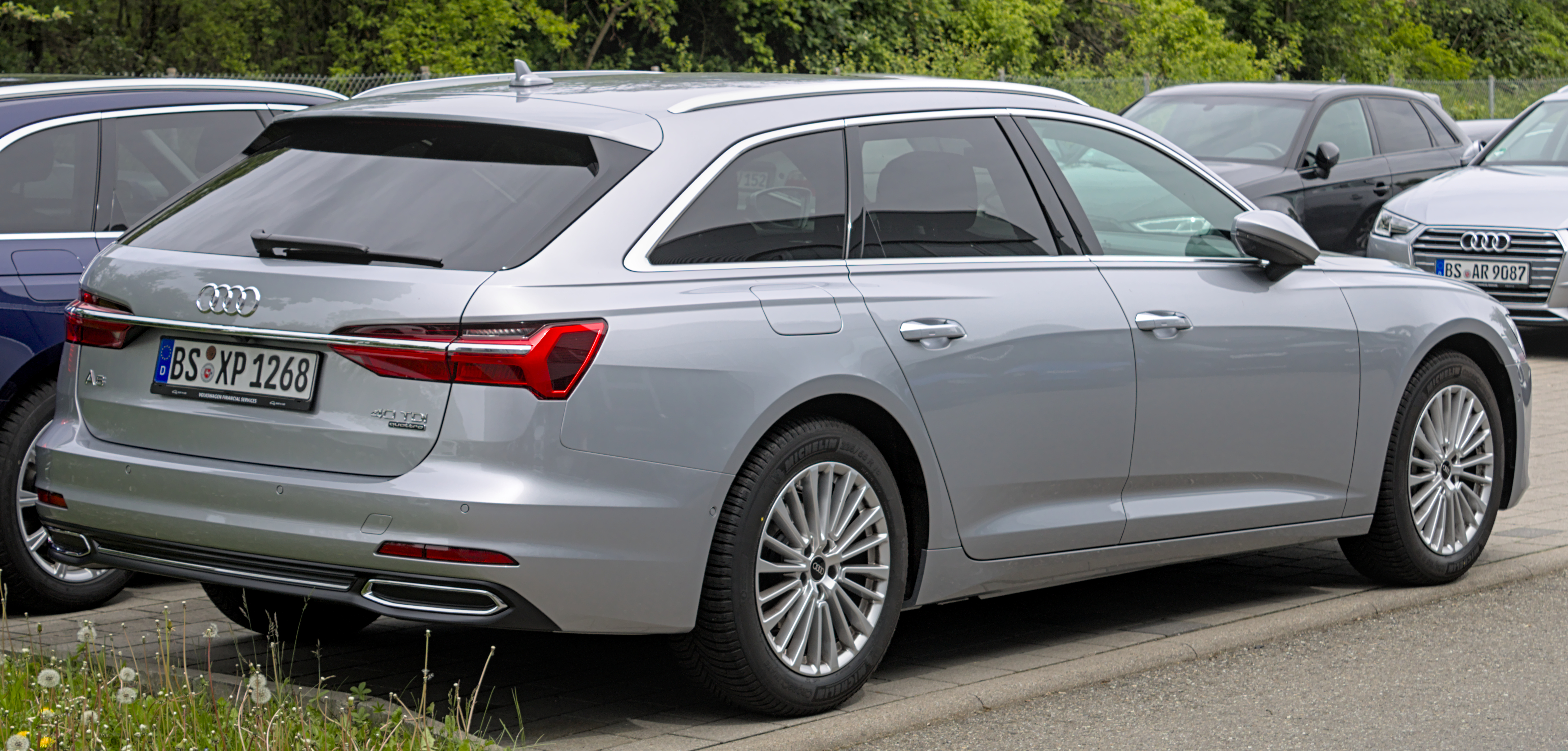
Vue arrière
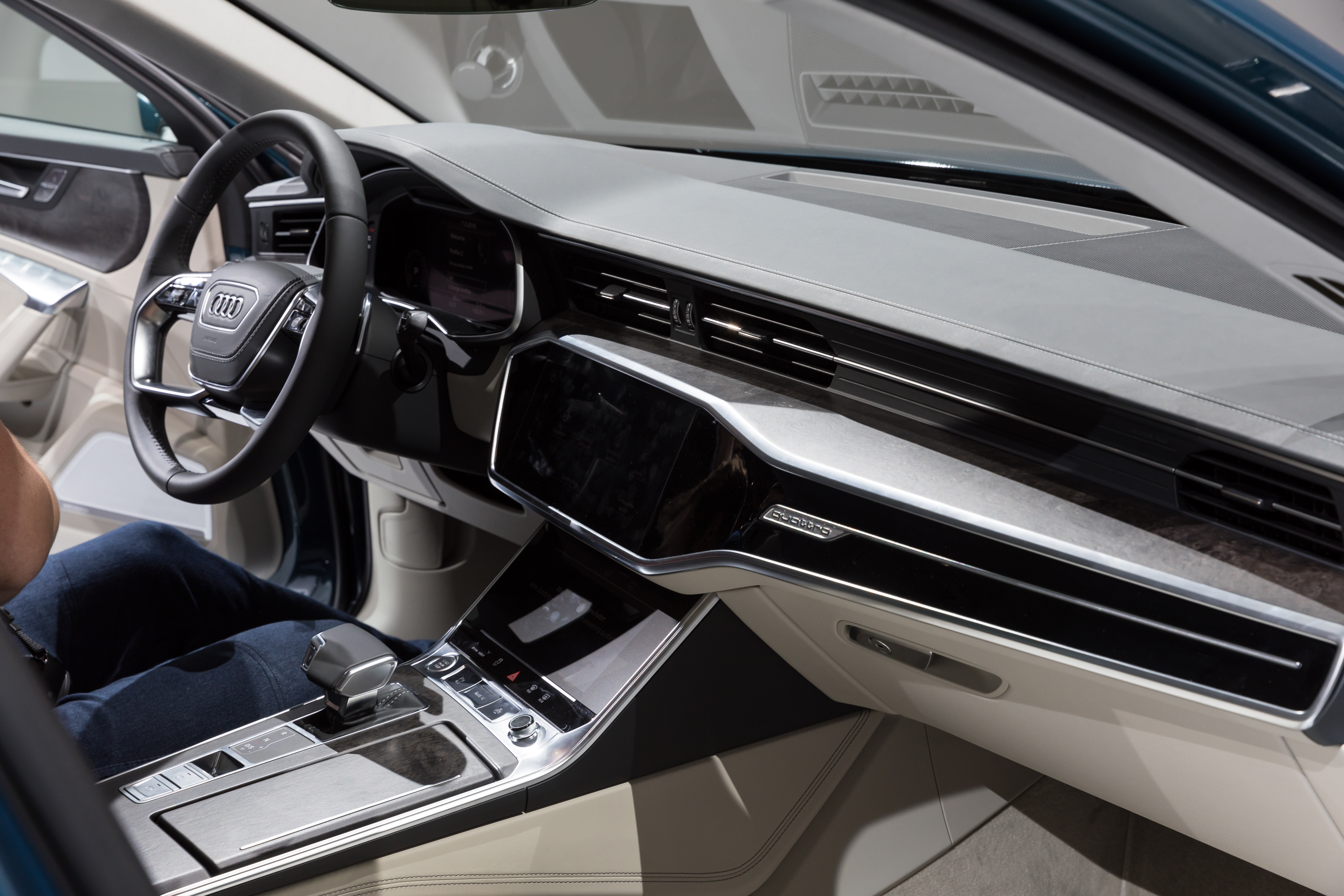
Intérieur
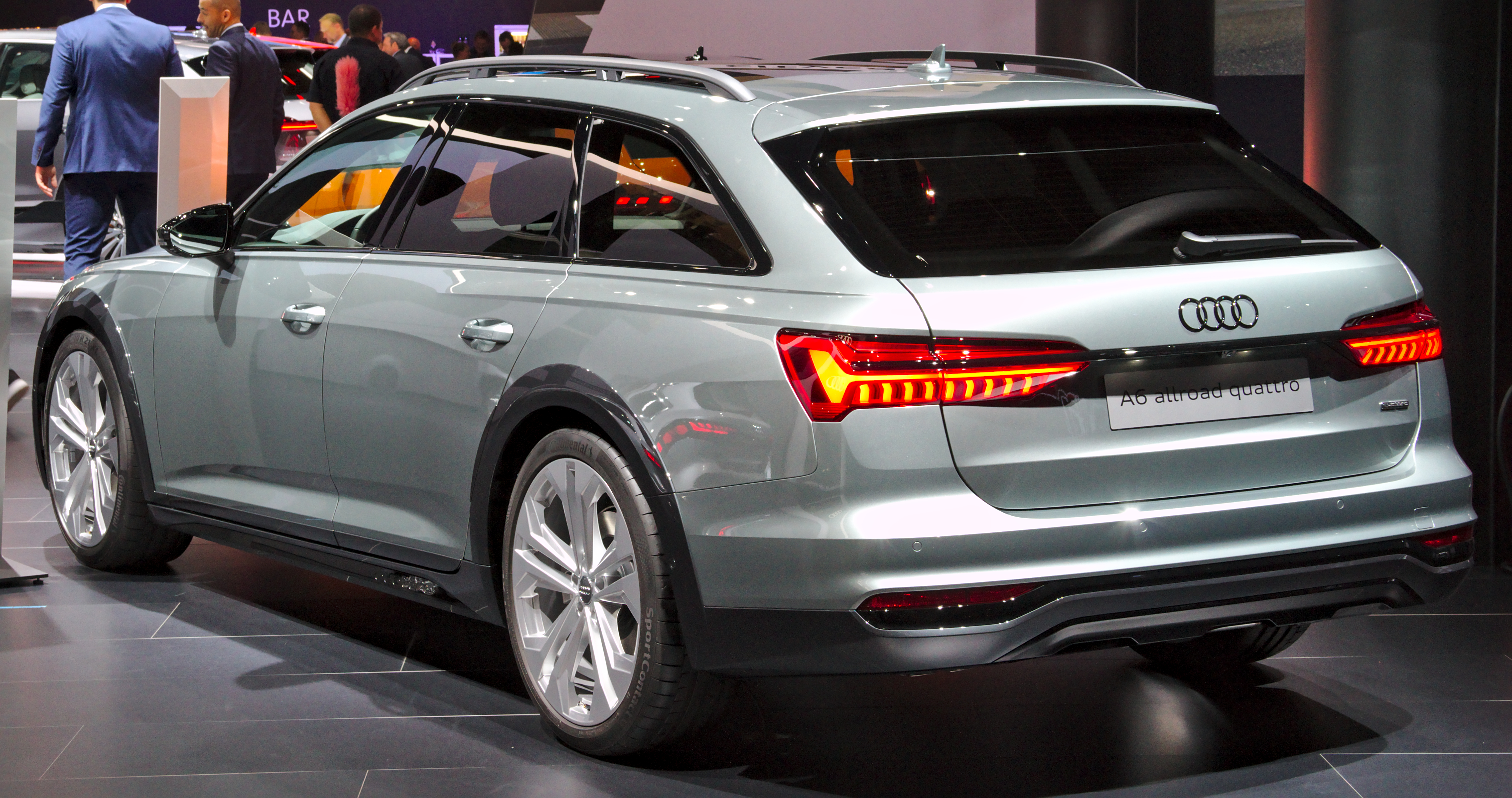
Audi A6 Allroad Quattro (depuis 2019)
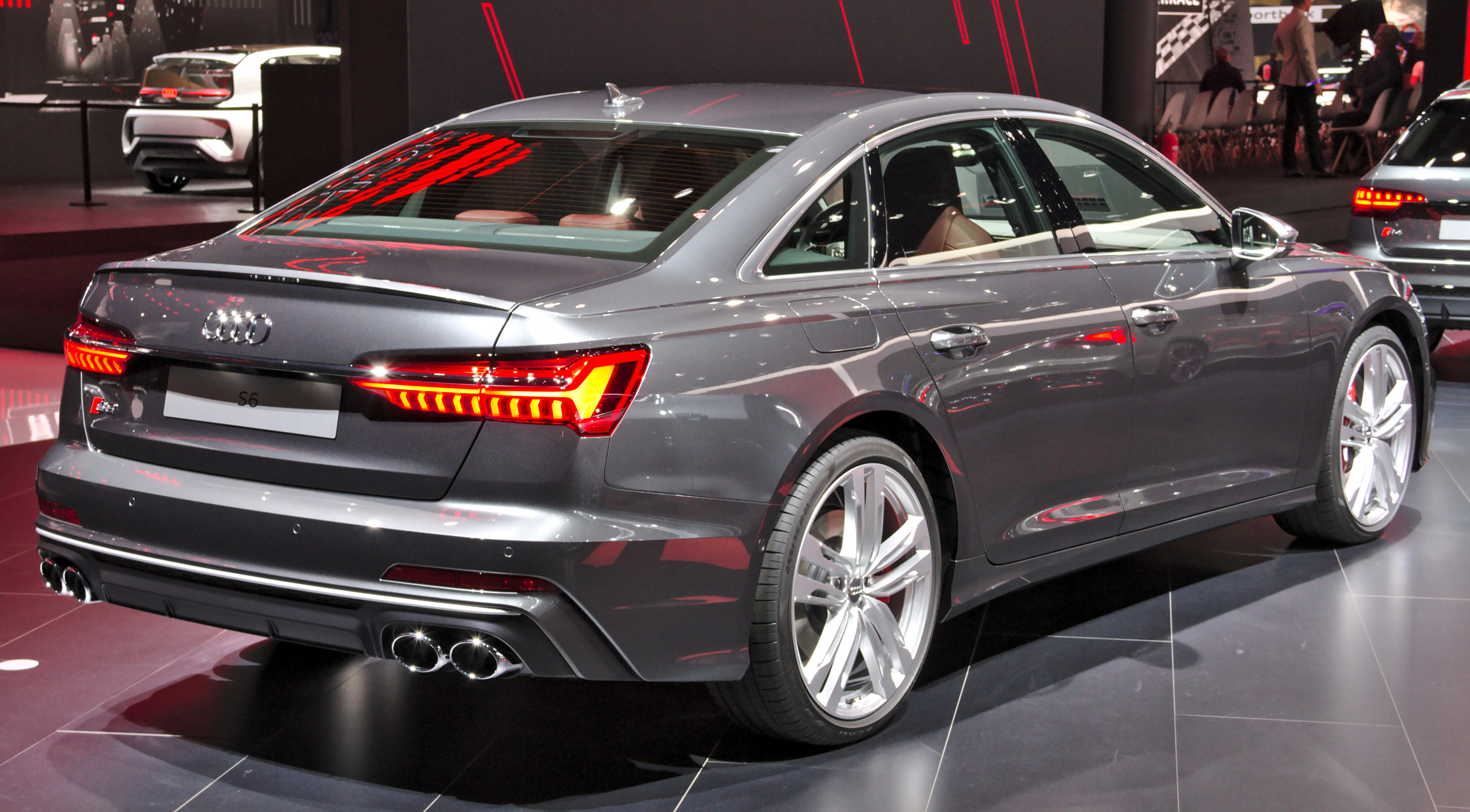
Audi S6 TDI (depuis 2019)
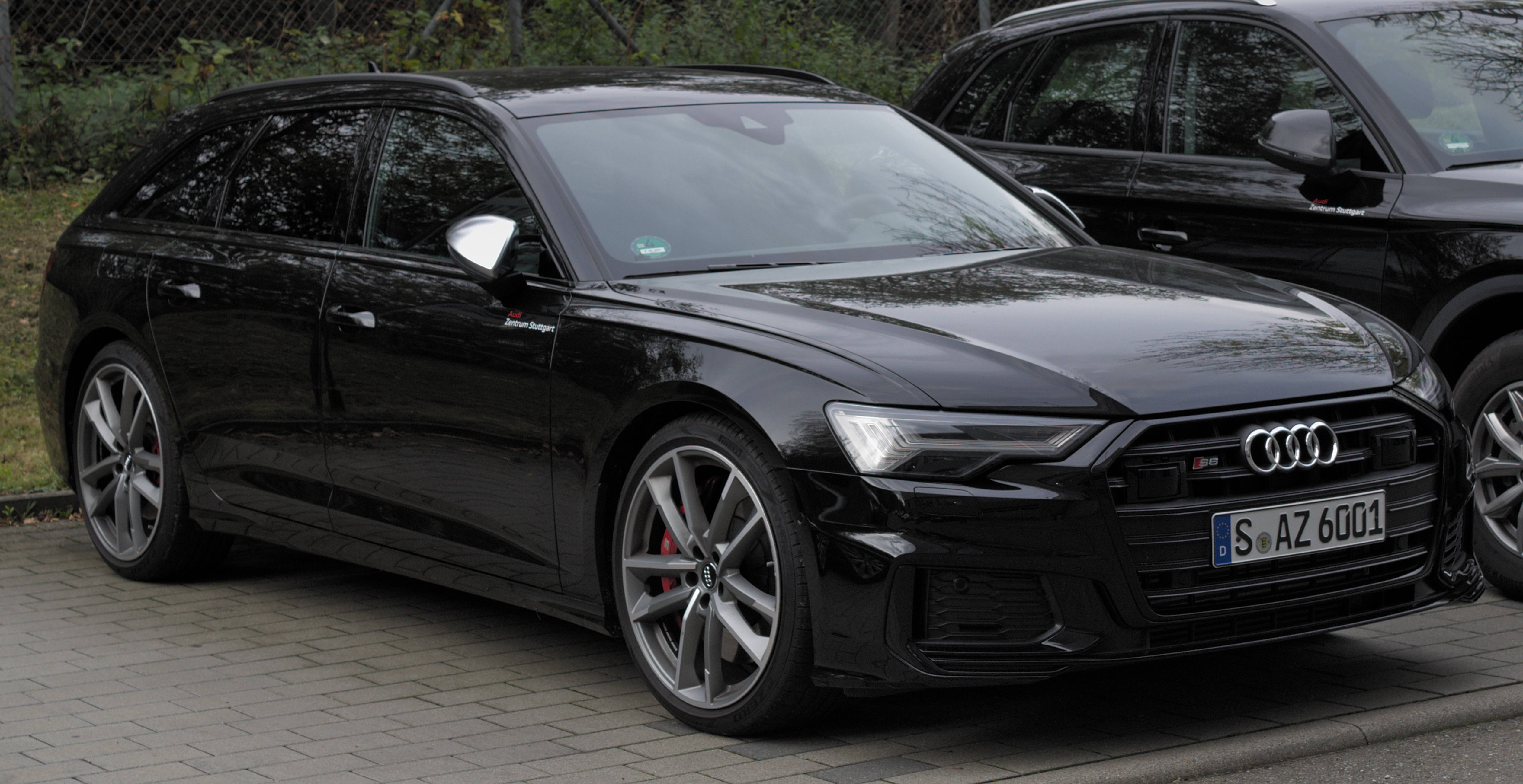
Audi S6 Avant TDI (depuis 2019)
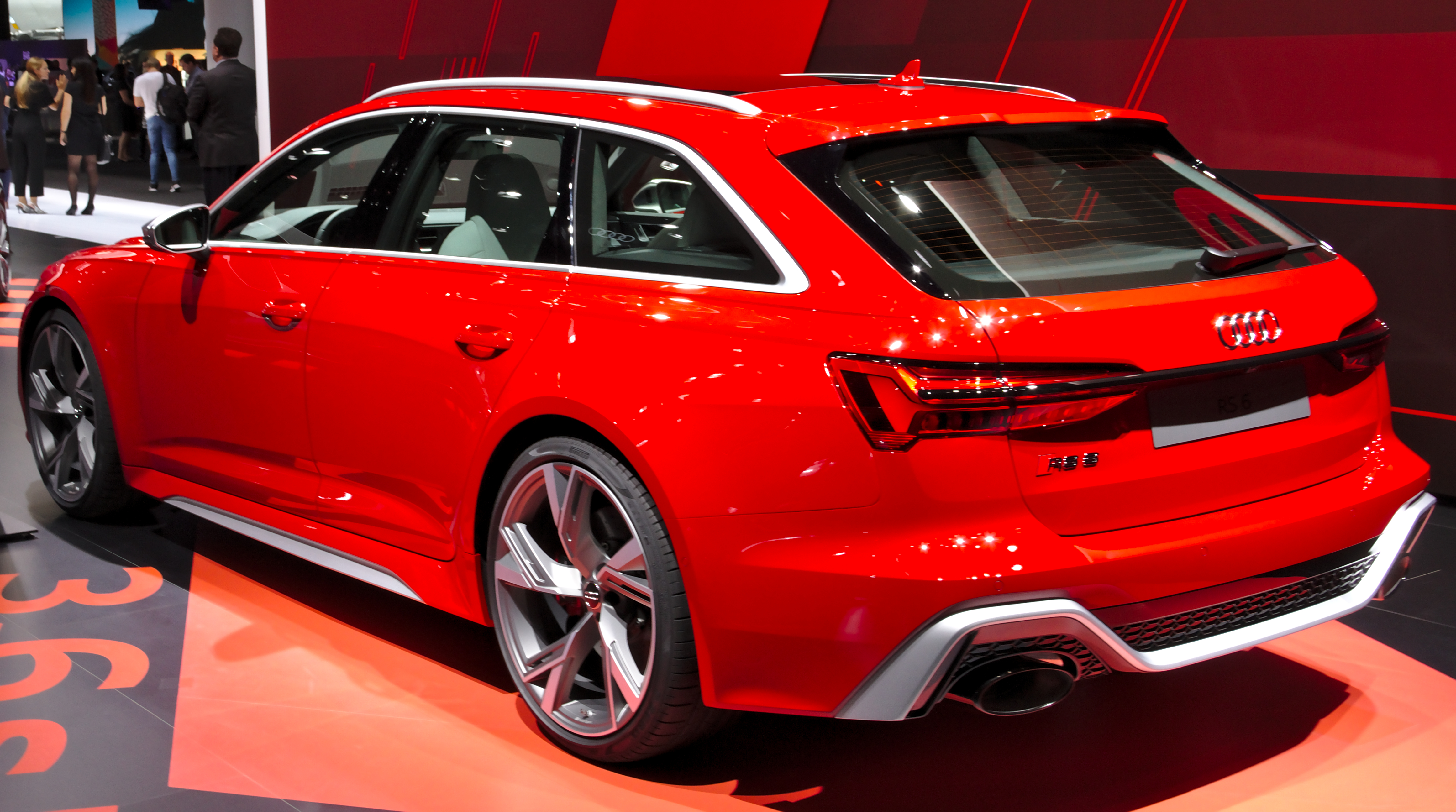
Audi RS6 Avant (depuis 2019)
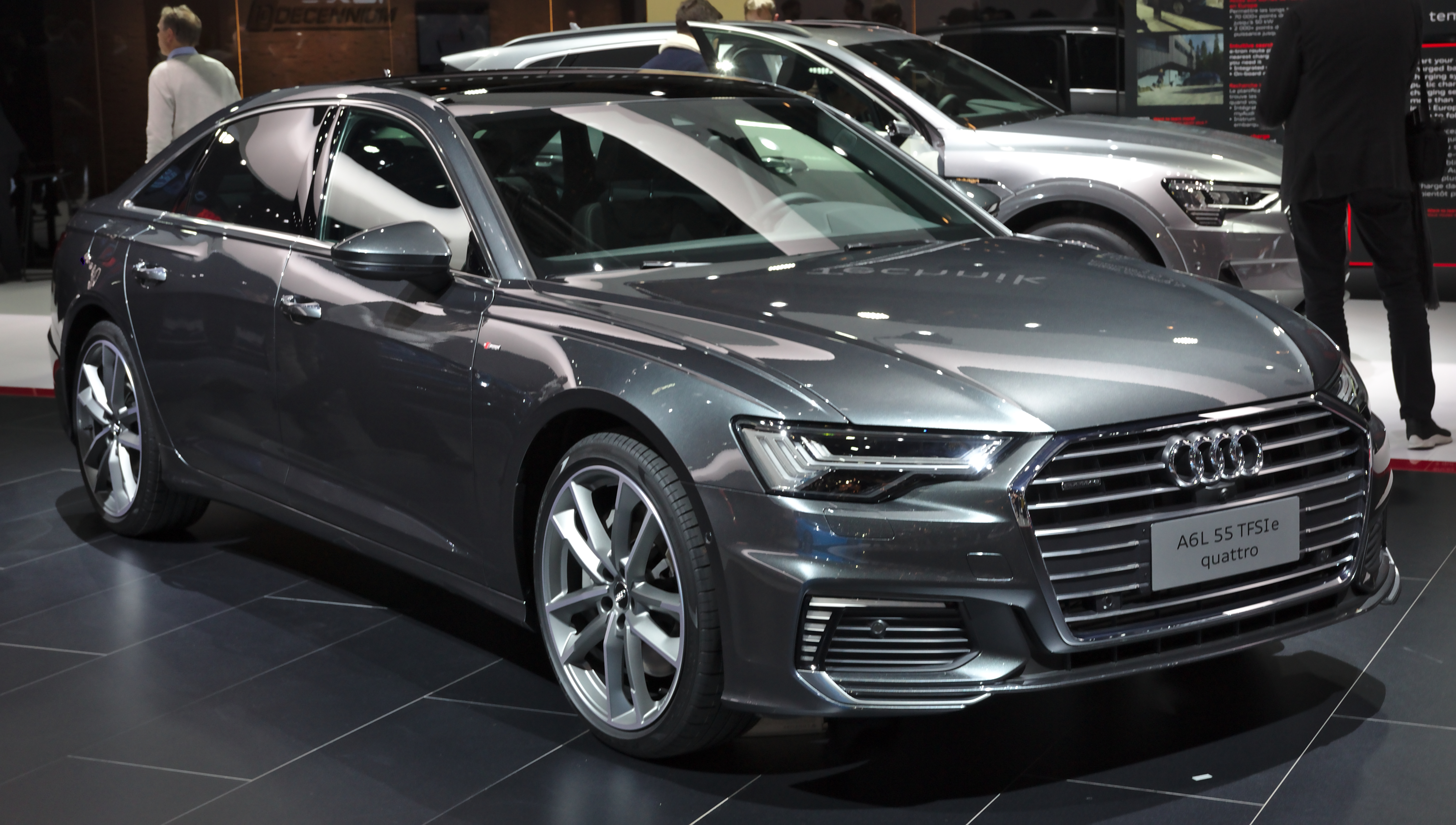
Audi A6L 55 TFSIe quattro au Salon international de l'automobile de Genève 2019
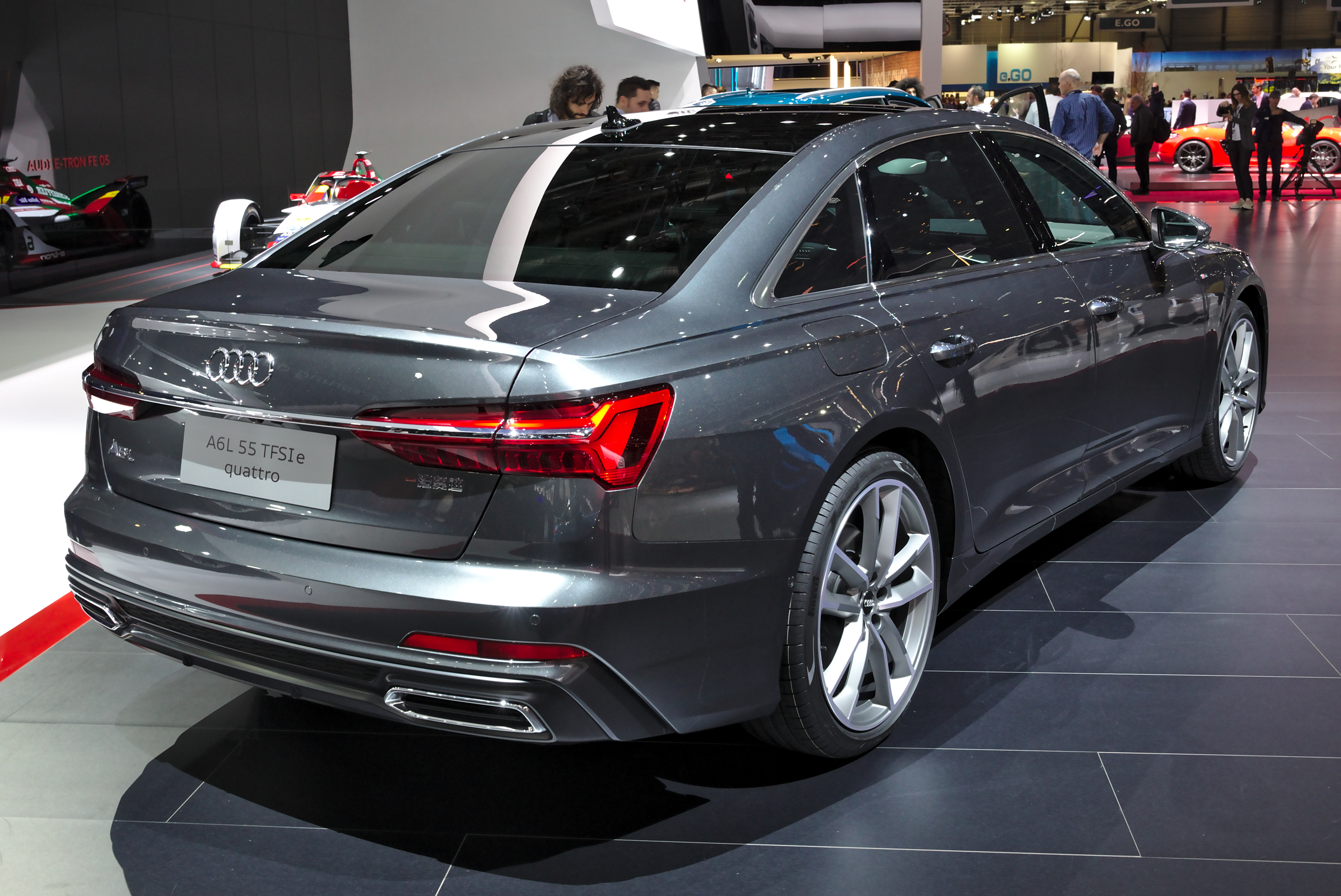
Vue arrière

## Technologie et équipement

### Général
Comme l'A7 C8 et l'A8 D5, l'Audi A6 est basée sur la plate-forme MLBevo, qui a été développé par Audi pour le groupe Volkswagen. Comparé à sa prédécesseur, elle est plus grande dans toutes les dimensions. Contrairement à la tendance actuelle de l'industrie automobile à construire des voitures toujours plus légères, la C8 pèse environ 200 kg de plus que la C7, ce qui est principalement dû à la motorisation hybride douce standard.
Les innovations comprennent également ce que l'on appelle les "phares à LED à matrice HD" avec feux de route anti-éblouissants en option et phares à LED en équipement standard, ainsi que l'extension des systèmes d'assistance à la conduite pour être similaire à ceux de l'A8 D5, ce qui permet théoriquement d’augmenter l’autonomie au niveau 3. Cependant, la conduite autonome ne peut être actuellement (début 2019) activée en raison d'un manque de réglementation légale. Depuis fin 2018, le scanner laser nécessaire à la conduite autonome ne peut plus être commandé ou a été omis du Assistenzsystem Tour correspondant et sans remplacement. En attendant la possibilité ultérieure d'une activation de la conduite autonome de niveau 3, cela élimine entre autres l'assistant d’embouteillage. Une autre innovation technique est l'introduction de la direction intégrale, qui réduit le rayon de braquage d'un mètre à 11,1 m, car les roues arrière peuvent braquées jusqu'à 5°.

### Système d'infodivertissement
L'intérieur a un nouveau concept de fonctionnement qui repose presque exclusivement sur des écrans tactiles. Il y a un écran LCD à cet effet dans le tableau de bord et dans la console centrale. La diagonale de l'écran supérieur du tableau de bord est de 8,8 ou 10,1 pouces, et il a une résolution de 1280 × 720 ou 1540 × 720 pixels, selon la configuration. Alors que l'écran supérieur est utilisé pour faire fonctionner le système de navigation et d'infodivertissement, l'écran inférieur de 8,6 pouces (1280 × 660 pixels) de la console centrale contrôle les fonctions du véhicule et de confort telles que la climatisation ou les sièges chauffants. Les deux écrans peuvent également être utilisés en combinaison l'un avec l'autre, par exemple, il est possible de saisir l'adresse de destination via l'écran inférieur ou d’avoir un affichage étendu de la climatisation sur l'écran supérieur. D'autres commandes telles que les réglages du mode de conduite ou le chauffage de la lunette arrière sont mises en œuvre à l'aide de commutateurs mécaniques ou sensoriels, selon l'équipement, séparés. Tous les écrans tactiles ont également un retour haptique. Pour la première fois, le cockpit virtuel est également disponible en option dans l'Audi A6. Le combiné d'instrumentations analogique côté conducteur est remplacé par un écran de 12,3 pouces avec une résolution de 1920 × 720 pixels.

## Sécurité
Lors de l’essai de choc effectué par l’Euro NCAP en 2018, le véhicule a obtenu cinq étoiles.

## Motorisations
Toutes les unités V6 ont un système électrique de 48 volts qui, avec l’alterno-démarreur à courroie, forme la technologie MHEV (automobile hybride électrique léger).